# Fly to the Rainbow
Fly to the Rainbow é o segundo álbum de estúdio da banda de heavy metal alemã Scorpions lançado em 1 de novembro de 1974. Em apoio ao seu último álbum, Lonesome Crow, a banda abriu um show para a banda de rock britânica UFO. Após o final da turnê, o guitarrista da banda Michael Schenker foi convidado para preencher uma vaga como guitarrista na banda UFO, aceitando. Com a saída temporária de Schenker resultou na dissolução da banda, mas Rudolf Schenker e Klaus Meine em última análise, resolveram mais tarde se fundir com a banda Dawn Road. A formação consistia em: Ulrich Roth (guitarra) preenchendo a vaga de Michael, Jürgen Rosenthal (bateria) e Francis Buchholz (baixo). A nova formação retomou sob o nome de Scorpions e gravou Fly to the Rainbow. O álbum alcançou a #83 posição na paradas do Japão

## Arte da capa
Quando lhe pediram para comentar sobre capa do álbum, o ex-guitarrista da banda Uli Jon Roth disse: "Não me pergunte o que significa essa capa... Eu não gostei desde o começo. Parecia ridículo para mim naquela época e parece muito pior hoje. Foi feito por uma empresa de designers em Hamburgo, que tinham realmente feito um bom trabalho no álbum anterior Lonesome Crow, mas eu acho que o tempo fez eles falharem miseravelmente. Quanto ao significado, só posso imaginar, mas eu preferiria não..."
Em 2023, a Metal Hammer a incluiu em sua lista de "50 capas de álbuns de rock e metal mais hilariamente feias de todos os tempos".

## Faixas
| Lado A |                       |                              |         |  |
| N.º    | Título                | Compositor(es)               | Duração |  |
| 1.     | "Speedy's Coming"     | Klaus Meine, Rudolf Schenker | 3:32    |  |
| 2.     | "They Need a Million" | R. Schenker, Meine           | 4:47    |  |
| 3.     | "Drifting Sun"        | Ulrich Roth                  | 7:39    |  |
| 4.     | "Fly People Fly"      | Michael Schenker, Meine      | 4:59    |  |

| Lado B |                      |                                 |         |  |
| N.º    | Título               | Compositor(es)                  | Duração |  |
| 5.     | "This Is My Song"    | R. Schenker, Meine              | 4:06    |  |
| 6.     | "Far Away"           | M. Schenker, R. Schenker, Meine | 5:35    |  |
| 7.     | "Fly to the Rainbow" | M. Schenker, Roth               | 9:31    |  |

## Créditos
- Klaus Meine - vocal
- Ulrich Roth -  guitarra solo, vocal em "Drifting Sun" e co-vocal em "Fly to the Rainbow"
- Rudolf Schenker - guitarra rítmica, vocal de apoio, vocal em "They Need a Million" e "Drifting Sun"
- Francis Buchholz - baixo elétrico
- Jurgen Rosenthal - bateria, percussão
- Michael Schenker - três canções foram co-escritas por ele como parte de seu 'acordo'/promessa feita por ele ao Scorpions para deixá-los e se juntar à banda de rock britânica UFO em abril daquele ano.

Músicos adicionais
- Achim Kirschning - órgão, mellotron, sintetizador